# بوهونیتسه (ناحیه پراخاتیتسه)
بوهونیتسه (به چکی: Bohunice) یک منطقهٔ مسکونی در جمهوری چک است که در ناحیه پراخاتیتسه واقع شده‌است. بوهونیتسه ۲٫۵۷ کیلومتر مربع مساحت و ۴۳ نفر جمعیت دارد و ۴۷۸ متر بالاتر از سطح دریا واقع شده‌است.